# دارة متزامنة

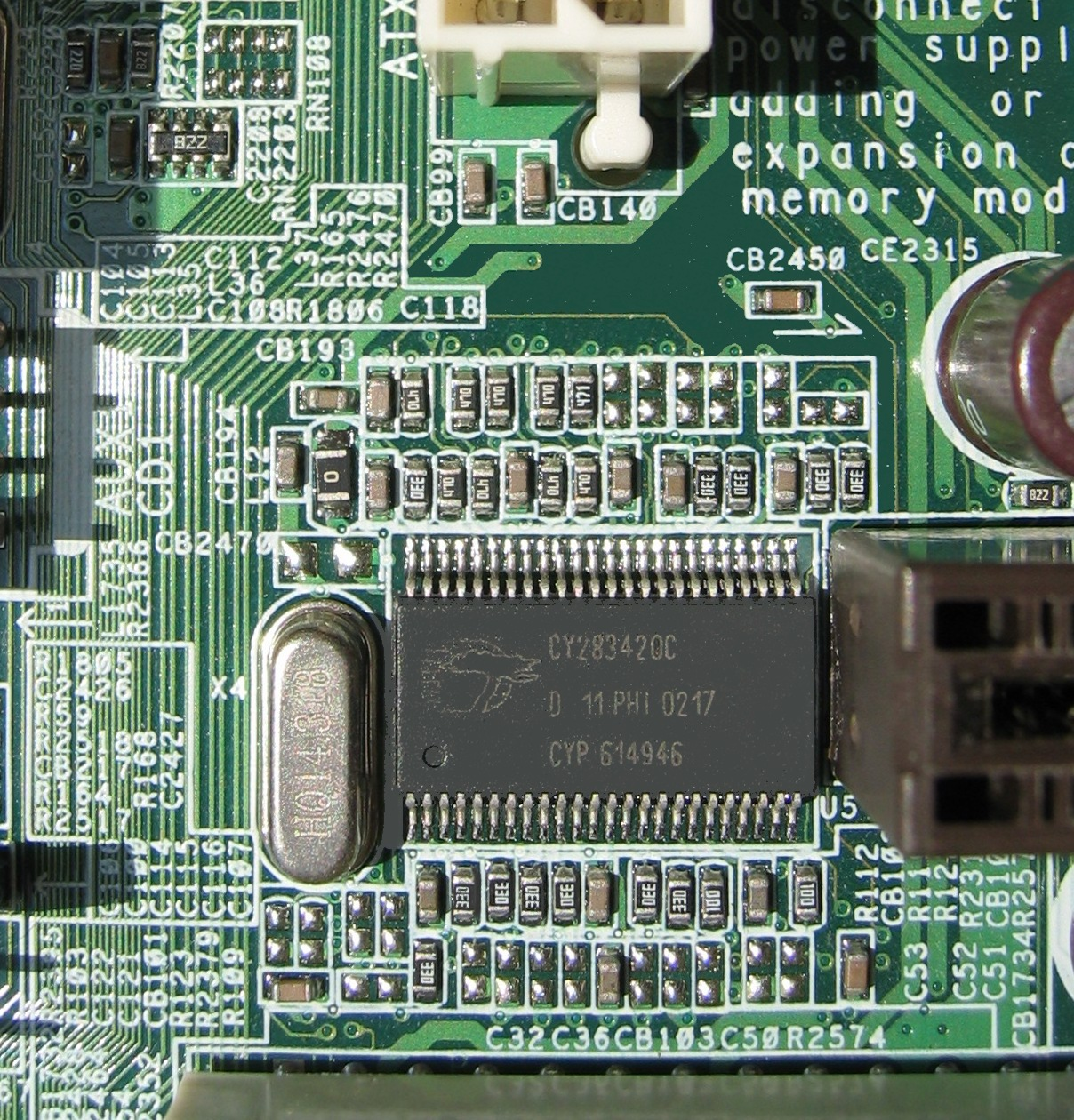
مولد إشارة الساعة بدون مكثفات

الدارة المتزامنة (بالإنجليزية: Synchronous circuit)‏ هي دائرة رقمية تتزامن بها حالة عناصر الذاكرة بواسطة إشارة ساعة. في دائرة البوابة الرقمية المتسلسلة، تخزن البيانات في أجهزة الذاكرة والتي تسمى قلاب.
خرج القلاب يكون ثابت حتى تنضم نبضة إلى دخل إشارة الساعة , فينقلب دخل القلاب إلى خرجه . في الدوائر الرقمية المتزامنة , المذبذب الإلكترونى يقوم بجعل إشارة الساعة تولد سلسلة من النبضات . كما تنضم إشارة الساعة إلى كل عناصر التخزين , وبالتالى فإنه في الدائرة المتزامنة , فإن كل تغير في المستوى المنطقي لعناصر التخزين يكون متزامن .
مثاليا , يصل دخل كل عنصر تخزين إلى قيمته النهائية قبل أن تحدث إشارة الساعة التالية , ومن ثم يمكن التنبؤ بسلوك الدائرة بأكملها بالضبط . عمليًا , يتطلب وجود بعض التأخير لكل عملية منطقية , نتيجة السرعة العظمى التي يعمل بها كل نظام متزامن .
لجعل هذه الدوائر تعمل بصورة صحيحة , يجب التعامل بأهمية كبيرة عند تصميم شبكة توزيع إشارة الساعة . التحليل الزمنى الإستاتيكى يستخدم عادة لتحديد أقصى سرعة عمل آمنة .
تقريبًا في كل الدوائر الرقمية وخصوصًا في كل وحدات المعالجة المركزية تكون بأكملها عبارة عن دائرة تزامن بالإضافة إلى إشارة الساعة عالمية . وغالبًا يتم مقارنة الاستثناءات بالدوائر المتزامنة . حيث تشمل الاستثناءات الدوائر المتزامنة ذاتيًا, الدوائر الغير متزامنة خارجيًا والمتزامنة داخليًا , و الدوائر الغير متزامنة كليًا .

## مقالات ذات صلة
- إلكترونيات رقمية
- قلاب (إلكترونيات)
- تزامن
- إشارة الساعة